# Heidmühlen
Heidmühlen là một đô thị ở huyện Segeberg, bang Schleswig-Holstein Segeberg, Đức. Đô thị Klein Gladebrügge có diện tích 17,83 km², dân số thời điểm ngày 31 tháng 12 năm 2006 là 707 người.